# Spencer (Dakota del Sud)
Spencer è un comune degli Stati Uniti d'America, situato in Dakota del Sud, nella contea di McCook.
Nel tardo pomeriggio del 30 maggio 1998 la cittadina è stata colpita da un violento tornado classificato F4 che ha causato 6 vittime e decine di feriti. Tale tornado è risultato essere il più costoso nella storia del Dakota del Sud